# Synagoge (Heuchelheim)
Die Synagoge in Heuchelheim wurde 1880 in einem Gebäude in der Hauptstraße 28 eingerichtet. 1909 wurde sie aufgegeben. Kurze Zeit später wurde sie verkauft und später abgerissen.

## Synagoge
Bereits in der Mitte des 18. Jahrhunderts gab es in Heuchelheim einen Betsaal. Dieser befand sich im Obergeschoss eines Privathauses. Die Räumlichkeiten (Der Betsaal war 3,60 Meter lang und 3 Meter breit, hatte eine Höhe von 2,60 Meter und In 2 Meter Höhe befand sich eine Art Verschlag mit den Frauensitzplätzen) waren dermaßen beengt, dass das Bezirksamt 1869 den Bau einer Synagoge empfahl. Mangels finanzieller Mittel war dies der Gemeinde allerdings nicht möglich. Als 1880 die jüdische Elementarschule in der Hauptstraße 28, die sich dort seit 1858 befunden hatte, geschlossen wurde, wurde die Synagoge dorthin verlegt. 1909 wurde die Synagoge aufgegeben, kurze Zeit später verkauft und später abgerissen. Heute steht ein Wohnhaus auf dem Grundstück.

## Jüdische Gemeinde Heuchelheim
Bereits im 16. Jahrhundert werden Juden in Heuchelheim erwähnt. Bis Mitte des 19. Jahrhunderts stieg die Zahl der Mitglieder der jüdischen Gemeinde an und ging ab diesem Zeitpunkt stetig zurück. 1909 wurde die Gemeinde aufgelöst und der jüdischen Gemeinde Ingenheim angegliedert. Die Gemeinde verfügte neben der Synagoge über eine Mikwe und eine Elementarschule. Die Toten wurden auf dem jüdischen Friedhof in Ingenheim beigesetzt. Im Oktober 1940 wurden die letzten verbliebenen jüdischen Einwohner im Zuge der sogenannten Wagner-Bürckel-Aktion in das französische Internierungslager Gurs deportiert.